# Emerson Batagini
Emerson Batagini (Campinas, 20 de março de 1978) é um compositor brasileiro de música clássica e música litúrgica.

## Biografia
Compositor e organista brasileiro, iniciou seus estudos musicais com Dom José Song Sui-Wan, professor e bispo chinês radicado no Brasil.
Seus primeiros contatos com órgão de tubos foram aos 10 anos de idade no colégio Externato São João   em Campinas onde também aprendeu notação musical e os princípios de harmonia.
Ainda na adolescência, deu entrevistas em rádios na região de Campinas (Rádio Morena FM com Marco Padilha
  e Rádio Cultura de Amparo com Jorge Coli), com enfoque na apreciação da música clássica e coleção de LPs/CDs.
Em Junho de 2013, junto ao Coral Reluz, participou da transmissão ao vivo da comemoração do jubileu do programa 'Anunciamos Jesus' pela TV Século XXI. Também com transmissão da TV Século XXI, participou do Especial de Natal do programa Mulher.com em Dezembro de 2015.
Há vários anos coordena e apresenta o projeto 'EnCanto' que visava trazer ao grande publico, os detalhes das obras sacras dos grandes mestres da música erudita.

## Obra
Possui vasta obra coral destacando seus motetos para coro a capella e missas para coro, solistas e órgão.
Em cooperação com a banda da Polícia Militar de Campinas compôs três peças: a marcha Ao Coronel, a marcha Aos Iniciantes e a fantasia Impressões de uma Viagem.
Como foco em música litúrgica possui diversas composições de partes fixas como Penitenciais (Kyries), Glórias, Aclamações ao Evangelho, Santos e Doxologias, entre outras.
Em 2011, compôs em homenagem aos 135 anos da Capela da Santa Casa de Campinas a 'Missa em louvor a Nossa Senhora da Boa Morte' , padroeira da Capela. Em 2012, compôs em homenagem aos 112 anos da Congregação das Irmãs Franciscanas do Coração de Maria a 'Missa em Ré maior' onde se ouve a Tota pulchra, es Maria.
Em 2017, compôs duas missas jubilares. Uma para o Santuário de Fátima, Portugal, pelos 100 anos das aparições de Nossa Senhora de Fátima. Outra em comemoração aos 300 anos do encontro da imagem de Nossa Senhora Aparecida.
Suas obras já foram executadas em diversas cidades do Brasil e pelo mundo, enfatizando Espanha – Comarca de Paradanta, Portugal - Guimarães, Bairrada e Campelos, Itália – Genova e Rovato e, na Suíça.
Também já efetuou vários arranjos para canções de Natal para coro a capella que podem ser ouvidas pelo Brasil, Venezuela e Espanha.

## Atividade
Exerce a função de organista na Paróquia Nossa Senhora Aparecida da cidade de Campinas.
Como organista, já tocou em alguns órgãos de tubos, como segue:

### Brasil
- Campinas
  - no orgão Tamburini[6]  da Basilica do Carmo;
  - no orgão Cavaille-Coll [7] da Catedral Metropolitana;
  - no orgão Linz [8] da Capela do Colégio Ave Maria;
- Valinhos
  - no órgão Georg Jann, da Matriz de São Sebastião
- Vinhedo
  - no órgão Georg Jann, do Mosteiro de São Bento

- Indaiatuba
  - no orgão Lins[9] da igreja matriz de Nossa Senhora da Candelária,

- Helvetia,
  - no orgão Gebruder Stehle[10] da Paróquia Nossa Senhora de Lourdes.

- Aparecida
  - no órgão Johannus[11] da Basílica de Nossa Senhora Aparecida,
- São Bernado do Campo
  - no órgão Rigatto e Filhos, da Catedral Basílica de Nossa Senhora da Boa Viagem
- Curitiba
  - no órgão Speith da Paroquia Bom Jesus dos Perdões

### Itália
- Verona
  - Basílica de Santa Anastácia.
- Roma
  - no órgão da Igreja de Santa Maria in Aquiro;
  - no órgão Tamburini da Igreja de Sant'Ignazio di Loyola

### República Tcheca
- Praga
  - no órgão da Igreja de Nossa Senhora Vitoriosa, Santuário do Menino Jesus de Praga

Alemanha
- Ludwigsburg
  - no órgão da Igreja Luterana de Ludwigsburg

Suécia
- Arjeplog
  - No órgão da Igreja Sofia Magdalena